# Barrio Norte
Barrio Norte é uma região não-oficial da cidade de Buenos Aires, Argentina. É amplamente conhecida e referida pelos moradores e no turismo devido a sua importância pois abrange partes dos históricos bairros de Recoleta, Palermo e Retiro. É conhecida por esse nome porque antigamente se encontrava ao norte da zona central da cidade. Suas fronteiras são definidas pelas avenidas Córdoba, 9 de Julio, del Libertador e Coronel Díaz, sendo a avenida Santa Fe seu eixo tradicional. 

## História
Historicamente, Barrio Norte é conhecido por sua arquitetura elegante e ruas arborizadas, refletindo um estilo europeu, especialmente francês, que foi adotado pela elite argentina no final do século XIX e início do século XX.
Começou a se desenvolver significativamente no final do século XIX, quando a elite de Buenos Aires começou a construir mansões e edifícios inspirados na arquitetura europeia. Este desenvolvimento foi impulsionado pela prosperidade econômica da Argentina durante esse período, que atraiu muitos imigrantes europeus, especialmente da Espanha e da Itália. A área também é conhecida por abrigar importantes instituições culturais e educacionais, como  a Faculdade de Medicina da Universidade de Buenos Aires e a Biblioteca Nacional de la República Argentina, Mariano Moreno, a maior e mais importante do paíse reúne, em suas coleções, uma das fontes bibliográficas mais importantes das Américas.
O nome da região (que deriva da localização da área em relação ao centro da cidade) começou a adquirir identidade no final do século XIX, em decorrência epidemia de febre amarela de 1871 que surgiu no "Barrio Sur" (Bairro Sul) da cidade (distritos de San Telmo e Montserrat), mais propenso a inundações, movendo as famílias mais ricas para o norte. 
Na década de 1930 tornou-se foco do desenvolvimento da verticalização da cidade.  A Avenida Santa Fe tornou-se o local preferido para compras de luxo em Buenos Aires durante as décadas de 1950 e 1960, e o perfil da área ao seu redor cresceu em popularidade entre a emergente classe média alta argentina, especialmente após a demolição da Penitenciária Nacional em 1961 para a criação do Parque Las Heras. Agentes imobiliários passaram a anunciar "Barrio Norte" como um diferencial em suas propagandas, expandindo sua influência para Balvanera e o Palermo Viejo (abrange os sub-bairros de Palermo Soho e Palermo Hollywood), além do Palermo Chico.
Com o surgimento de shoppings populares na década de 1980, a Avenida Santa Fé perdeu parte de seu apelo, especialmente entre frequentadores de teatro, embora continue sendo uma via comercial muito ativa. Também é servida pela Linha D do metrô de Buenos Aires e por um grande número de linhas de ônibus.
Desde o surgimento da democracia em 1983, a Avenida Santa Fe tem sido o local preferido para encontros gays, mesmo que nenhuma parte dela tenha se transformado em um distinto "bairro gay". A área viu centenas de edifícios de apartamentos da Belle Époque serem demolidos para dar lugar a modernos arranha-céus, especialmente desde 1990. Isso levou à criação de inúmeras associações dedicadas à sua proteção; graças em parte aos seus esforços, vários edifícios exemplares da época foram reformados, em vez de demolidos.
Barrio Norte foi homenageado, entre outros, pelo letrista de tangos Horacio Ferrer, que cita suas ruas em algumas de suas composições, especialmente em seu tango "Balada para un loco", com música de Astor Piazzolla. Também Charly García menciona este bairro em sua canção "No bombardeen Buenos Aires" do álbum "Yendo de la cama al living". José Hernández escreveu seu poema "El gaucho Martín Fierro" enquanto morava em uma pousada localizada na área.

## Atualmente
Na direção leste, a área forma uma certa unidade arquitetônica que a assemelha a Paris, França, característica que se perde progressivamente em direção ao oeste, fazendo fronteira com Palermo, onde predominam edifícios modernos de apartamentos. Barrio Norte é caracterizado por sua opulência, grande vida cultural, sua arquitetura, seus palácios, residências, museus e amplos parques. Sua população ultrapassa 200.000 habitantes.